# Söhne der christlichen Liebe
Die Ordensgemeinschaft Söhne der christlichen Liebe (lateinisch Filii Caritatis, französisch Fils de la Charité; Ordenskürzel: FC)  ist eine Kongregation päpstlichen Rechts von Priestern und  Ordensbrüdern in der  römisch-katholischen Kirche. Sie wurde am 25. Dezember 1918 vom französischen Pater Jean-Émile Anizan RSV (1853–1928), der Mitglied der Kongregation Patres und Brüder vom Heiligen Vinzenz von Paul war, gegründet.

## Geschichte
Die von Pater Anizan (seit 1907 Generalsuperior der Brüder vom Heiligen Vinzenz von Paul) auf Anregung von Papst Benedikt XV. gegründete Ordensgemeinschaft ist von der Verwirklichung der Nächstenliebe geprägt und hat sich zur Aufgabe gemacht, der armen Bevölkerung und der „Arbeiterklasse“ das Evangelium zu vermitteln. In ihren Aufgabenbereich bezogen sie auch diejenigen mit ein, die in keiner Kirchengemeinde ansässig waren, hierzu gehörten die Seeleute, Zirkusarbeiter und Nomaden. Mit dem Tage der Gründung erhielt die Gemeinschaft die bischöfliche Genehmigung. Mit Wirkung zum 1. Mai 1924 erhielt die Kongregation von Papst Benedikt XV. die päpstliche Approbation.
Die Priester und Brüder leben in kleinen Wohngemeinschaften zusammen, sie nehmen am regulären Alltagsleben teil und pflegen das gemeinsame Gebet.  Die Ordensgemeinschaft ist auf vier Kontinenten (Europa, Afrika, Amerika und Asien) tätig und arbeitet in 41 Einrichtungen mit 168 Priestern und 22 Ordensbrüdern. Das Generalhaus befindet sich in Paris, derzeitiger Generalsuperior ist der Pater Emmanuel Kouame Say aus Elfenbeinküste.